# Robbin' the Hood
Robbin' the Hood é o segundo álbum de estúdio da banda americana Sublime, lançado em 1994.
| Críticas profissionais                                                      | Críticas profissionais |
| Avaliações da crítica                                                       | Avaliações da crítica  |
| Fonte                                                                       | Avaliação              |
| --------------------------------------------------------------------------- | ---------------------- |
| Allmusic                                                                    | [ 1 ]                  |
| Punknews.org                                                                | [ 2 ]                  |
| Esta tabela precisa de ser acompanhada por texto em prosa. Consulte o guia. |                        |

## Faixas
1. "Waiting for Bud" – 1:02
2. "Steady B Loop Dub" – 1:23
3. "Raleigh Soliloquy Pt. I" – 1:46
4. "Pool Shark" – 0:57
5. "Steppin' Razor" (feat. Joe Higgs) – 2:24
6. "Greatest-Hits" – 2:53
7. "Free Loop Dub" – 3:08
8. "Q-Ball" – 0:43
9. "Saw Red"(feat. Gwen Stefani) – 1:57
10. "Work That We Do" – 2:34
11. "Lincoln Highway Dub" – 2:21
12. "Pool Shark (Acoustic)" – 1:25
13. "Cisco Kid" – 4:38
14. "Raleigh Soliloquy Pt. II" – 3:39
15. "S.T.P." – 2:57
16. "Boss D.J." – 2:51
17. "I Don't Care Too Much for Reggae Dub" – 5:20
18. "Falling Idols" (feat. Ross Fletcher/William Pangborn III; originalmente interpretado por Falling Idols) – 2:37
19. "All You Need" – 2:45
20. "Freeway Time in L.A. County Jail" – 3:17
21. "Mary" – 1:34
22. "Raleigh Soliloquy Pt. III" / "Don't Push" / Untitled / The Farther I Go (ft. Mudhoney)* – 8:29